# Filipe Pinto
Filipe Pinto (Filipe Miranda Cunha Pinto, São Mamede de Infesta, Matosinhos, 3 de Julho de 1988) é um cantor e compositor português.

## Percurso no Ídolos
Filipe Pinto foi um dos escolhidos no casting, entre quase 20 mil candidatos à fase de palco, da terceira edição em Portugal do programa Ídolos e em três meses de emissões acabou por ser o vencedor. O programa, transmitido pela SIC, foi líder de audiências em Portugal em quase todos os "targets". Depois da consagração como vencedor, foi entrevistado em directo por Rodrigo Guedes de Carvalho, no Jornal da Noite e conheceu o músico português Rui Veloso, dando-lhe a conhecer um dos seus originais.
Durante o percurso no Ídolos enumeram-se as seguintes escolhas musicais:
- 1.ª gala: Radiohead - High and Dry
- 2.ª gala: Smashing Pumpkins - Disarm
- 3.ª gala: Foo Fighters - Times Like These
- 4.ª gala: Michael Jackson - Billie Jean
- 5.ª gala: Zeca Afonso - Venham mais Cinco
- 6.ª gala: Amy Winehouse - Valerie
- 7.ª gala: Roberto Carlos - Quero que tudo vá Pro Inferno e U2 - With or Without you
- 8.ª gala: Guns n' Roses - Sweet Child o' Mine e Incubus - Drive
- 9.ª gala: Carlos Santana - Smooth; Ornatos Violeta - Ouvi Dizer e Oasis - Don't Look Back in Anger
- 10.ª gala: Whitesnake - Here I Go Again (em dueto com Diana); Goo Goo Dolls - Iris; Nirvana - Lithium e Pedro Abrunhosa - Eu Não Sei Quem Te Perdeu (em dueto com Pedro Abrunhosa)
- 11.ª gala: Bush - Letting The Cables Sleep; Pearl Jam - Better Man; Ornatos Violeta - Ouvi Dizer;

Após o término do concurso os dez finalistas fizeram uma digressão nacional. O espectáculo, com o nome de "Idolomania", estreia a 13 de Março de 2010, no Campo Pequeno, em Lisboa.
Em Setembro de 2010 foi para Londres para usufruir do prémio conquistado no programa Ídolos, um curso de seis meses na London Music School. Este incluiu disciplinas de voz, guitarra e piano, concluído com distinção.

## Carreira
No dia 9 de Janeiro de 2011, numa gala especial transmitida pela SIC, que junta todos os vencedores das quatro edições nacionais do programa Ídolos, Filipe Pinto apresenta o seu primeiro tema inédito Crua Carne.
Em Junho de 2011 regressa a Portugal e inicia uma digressão de promoção ao Festival Super Bock Super Rock, denominada Band in a Van, percorreendo o país a cantar em ruas e praças de algumas cidades.
Em Agosto de 2011 é convidado para actuar no palco principal do Festival do Sudoeste (Zambujeira), onde tem a oportunidade de apresentar algumas músicas inéditas.
"Insónia" é o tema de apresentação do seu álbum de estreia. Entretanto o tema "Escolher Sentença" é escolhido para a compilação "Novos Talentos Fnac 2012"
O álbum "Cerne" é editado em Setembro de 2012 pela editora Farol.
Em Outubro de 2013 vence o MTV Europe Music Award para Melhor Artista Português de 2013 competindo com os nomeados Mónica Ferraz, Os Azeitonas, Richie Campbell e The Gift. Desta forma ficou habilitado a competir com os restantes vencedores da Europa do Sul - Marco Mengoni da Itália, Auryn da Espanha, Demy da Grécia e Shaka Ponk da França - na categoria MTV Europe Music Award para Melhor Artista Europeu, acabando o italiano por vencer esta categoria.
Em Dezembro de 2013 é editado um projeto ambiental e educativo "O Planeta Limpo Do Filipe Pinto" que consiste num livro, jogo,CD e DVD remetendo para questões ambientais como a poupança da água, reciclagem, florestas e solos.
Em 2015 estreia-se com o single E Tudo Gira marcando uma nova etapa para o lançamento de um novo disco a ser editado pela Sony Music. Em paralelo continua a dar destaque às questões ambientais, participando com o tema "Greenwoods" numa campanha internacional designada ENOtreeplantingday, cerimónia que decorreu em Joensuu na Finlândia onde esteve presente como embaixador e acompanhado por Jamie Herrel Miss Earth 2014. O objectivo desta associação mundial prende-se com o plantio de 1 milhão de árvores até 2017 nos diferentes países representados.
No final de 2015 e inicio de 2016, Filipe Pinto participa numa digressão em Portugal no âmbito do projecto Vive Mais Portugal promovido pela SIC, DeltaQ, Revista Visão com nove datas dedicadas aos coretos de Portugal: S. Miguel (Açores), Porto, Braga, Coimbra, Lisboa, Faro, Póvoa de Varzim, Funchal e Setúbal.
Em 2016 o projecto "O Planeta Limpo" do Filipe Pinto conta com a 7.ª edição do livro com mais de 18 000 unidades tendo já contactado mais de 90 000 crianças portuguesas.

### Discografia
- Cerne (CD, Farol, 2012)
- O Planeta Limpo do Filipe Pinto (CD, DVD, Farol, 2013)
- "E Tudo Gira" (2016)

Outros
- Ídolos - Os Melhores Momentos (2010) - "Ouvi Dizer" (lançado em 26 de Março de 2010).[9]
- Novos Talentos Fnac (2012) - "Escolher Sentença"
- Formula - melhor canção Escolha do Público no "Voices 4 Climate"
- "Greenwoods" -hino dedicado ao ENO Finlândia (2015)
- "E Tudo Gira" single marca a estreia do novo disco (2015)

## Vida pessoal
No decorrer do Ídolos, Filipe Pinto foi concluindo as cadeiras do último ano do curso de Engenharia do Ambiente na Universidade de Trás-os-Montes e Alto Douro, tendo-o terminado posteriormente ao final do programa.
O tipo de música que mais admira é Rock, Grunge e Música Clássica, e tem como principais referências musicais Eddie Vedder (vocalista dos Pearl Jam), Rui Veloso e Zeca Afonso. Tocou e cantou no Hard Rock Café de Lisboa e estreou o seu primeiro disco Cerne no Teatro Tivoli em Setembro de 2012.